# 美式賓果

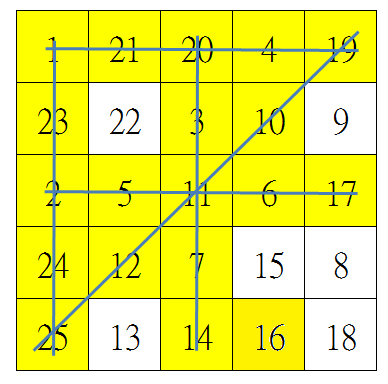
台式賓果的示意圖，圖中已有五條線，已經賓果

美式賓果是一種紙上遊戲，利用有5x5方格的紙上進行，可以二人或多人進行，最先在紙上集滿五條水平線、垂直線或對角線者勝利。最初流行於美國、加拿大，現時亦流行於其他地區。
也有衍生其他的玩法，或是當做團體遊戲進行。

## 玩法
以台灣較常見，兩人的玩法為例，兩個人分別在各自的紙上隨機填入1至25的數字，然後兩個人輪流指定數字，並將自己或對方指定到的數字在紙上標示，若在同一直列或橫行上有五個標示的數字，或是在對角線上有五個標示的數字，即為集滿一條線，若已集滿五條線，就可以喊「賓果」，此人獲勝。
若多人玩此遊戲，每個人各自的紙上隨機填入1至25的數字，由一個人主持，不依順序的唸1至25的數字（但不能重複），集滿五條線的可以喊「賓果」，此人獲勝。
現在也有些現成的美式賓果遊戲卡，預先印上數字，每張不同，購買時隨機。

## 團體遊戲
賓果可衍生為團體遊戲，可以讓大家彼此認識的暖身遊戲，一般適用於人數在25個人以上。
遊戲仍用有5x5方格的紙，但25個格子上面都有列條件，例如有一格是「女生」、有一格是「穿長褲的人」，大家需在25個格子中找到25個符合條件的人，請他（她）簽名。大家完成後，再由主持人隨機的唸出在場者的姓名，姓名有列在紙上的可以在那一格標示，集滿五條線的可以喊「賓果」，此人獲勝。
此遊戲也可以簡化，25個格子上面不列條件，由大家隨意找25個人簽名。